# Adelbert Wells Sprague
Adelbert Wells Sprague (Boston, 5 maart 1881 – Bangor, 18 april 1956) was een Amerikaans componist, muziekpedagoog en dirigent.

## Levensloop
Sprague studeerde aan de Universiteit van Maine in Orono en aan de Harvard-universiteit in Cambridge (Massachusetts). Hij werd muziekleraar aan de Bangor High School. Van 1916 tot 1940 was hij docent, later hoofd van de muziekafdeling en dirigent van het harmonieorkest van de Universiteit van Maine in Orono. Naast deze werkzaamheden was hij ook dirigent van de Bangor Band en het Bangor Symphony Orchestra van 1920 tot 1952. 
Aan het Harvard College werd er sinds 1968 een Adelbert Wells Sprague Prize in de muziekafdeling voor uitstekende orkestcomposities uitgereikt. 

## Composities

### Werken voor harmonieorkest
- Galahad, symfonisch gedicht

### Werken voor koren
- 1902 Maine "Stein Song", voor gemengd koor, naar een melodie "Opie" van E.A. Fenstad - tekst: Lincoln Colcord (1883-1947)

## Publicaties
- Evelyn Perkins Burke: A Report on Music Microfilming Services, Notes, 2nd Ser., Vol. 9, No. 1 (Dec., 1951), pp. 73-80